# Liste der Biografien/Fob
Liste der Biografien |
Portal Biografien |
Personensuche
# |
A |
B |
C |
D |
E |
F |
G |
H |
I |
J |
K |
L |
M |
N |
O |
P |
Q |
R |
S |
T |
U |
V |
W |
X |
Y |
Z |
?
 
Fa |
Fe |
Ff |
Fh |
Fi |
Fj |
Fk |
Fl |
Fm |
Fn |
Fo |
Fr |
Ft |
Fu |
Fy
 
Foa |
Fob |
Foc |
Fod |
Foe |
Fof |
Fog |
Foh |
Foi |
Foj |
Fok |
Fol |
Fom |
Fon |
Foo |
Fop |
For |
Fos |
Fot |
Fou |
Fov |
Fow |
Fox |
Foy |
Foz
Die Liste der Biografien führt alle Personen auf, die in der deutschsprachigen Wikipedia einen Artikel haben. Dieses ist eine Teilliste mit 6 Einträgen von Personen, deren Namen mit den Buchstaben „Fob“ beginnt.

## Fob

### Foba
- Fobassam, Oliver (* 2003), deutscher Fußballspieler

### Fobe
- Fobe, Oliver (* 1968), deutscher Schauspieler und Sänger für Theater, Musical und Fernsehen
- Fobe, Sebastian (* 1985), deutscher Bachelor und ModelSebastian Fobe (* 1985)

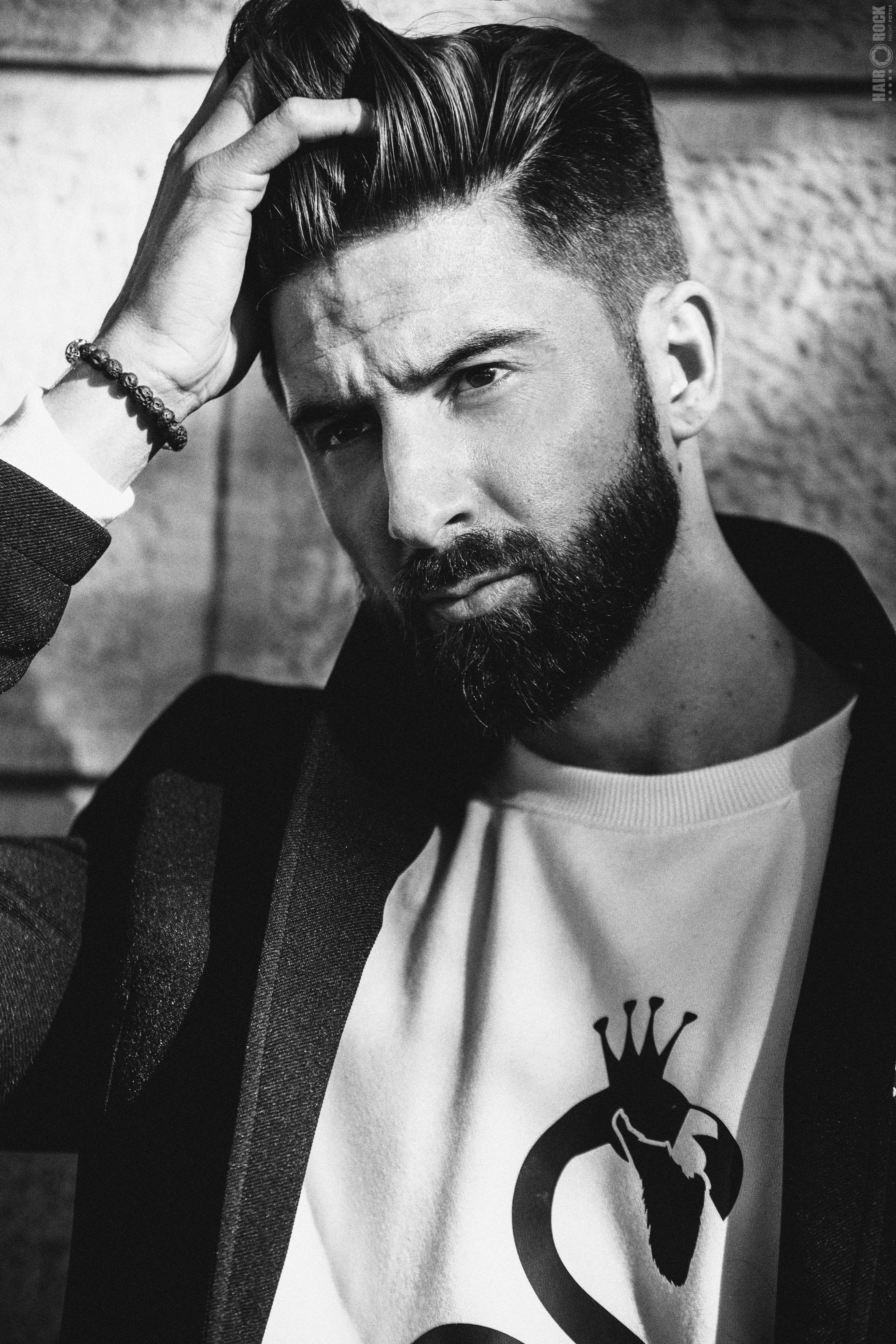
Sebastian Fobe (* 1985)

### Fobi
- Fobih, Dominic (* 1942), ghanaischer Politiker, Minister für Erziehung, Wissenschaft und Sport in Ghana

### Fobk
- Fobke, Hermann (1899–1943), deutscher paramilitärischer Aktivist und Politiker (NSDAP)

### Fobl
- Foblets, Marie-Claire (* 1959), belgische Juristin und Anthropologin